# Jean-François Revel
Jean-François Revel (19. ledna 1924 Marseille – 30. dubna 2006 Paříž) byl francouzský spisovatel a filosof.
Jeho rodné jméno bylo Jean-François Ricard, později ale přijal pseudonym Revel. Na prestižní škole École normale supérieure vystudoval filozofii a poté až do roku 1963 pracoval jako učitel filozofie v Alžírsku, Itálii, Mexiku a francouzském Lille. Následně se začal věnovat psaní knih, v roce 1971 se Revel proslavil dílem Bez Marxe nebo Ježíše. Od roku 1998 byl také členem Francouzské akademie (Académie française).
Revel zemřel ve věku 82 let v pařížské nemocnici Le Kremlin-Bicêtre na srdeční problémy.

## Dílo (v originále)
- Pourquoi des philosophes ? (1957)
- Pour l'Italie (1958)
- Sur Proust (1960)
- La Cabale des dévots (1962)
- Contrecensures (1966)
- Ni Marx ni Jésus (1970)
- La Tentation totalitaire (1976)
- La Grâce de l'État (1981)
- Comment les démocraties finissent (1983)
- Le Rejet de l'État (1984)
- Une anthologie de la poésie française (1984)
- Le Terrorisme contre la démocratie (1987)
- La Connaissance inutile (1988)
- L'Absolutisme inefficace, ou Contre le présidentialisme à la française (1992)
- Le Regain démocratique (1992)
- Histoire de la philosophie occidentale, de Thalès à Kant (1994)
- Le Moine et le Philosophe (en collaboration avec son fils Matthieu Ricard) (1997)
- Le Voleur dans la maison vide, Mémoires (1997)
- Fin du siècle des ombres (1999)
- La grande parade. Essai sur la survie de l'utopie socialiste (2000)
- L'obsession anti-américaine (2002)

## Vyznamenání
- velkodůstojník Řádu prince Jindřicha – Portugalsko, 11. prosince 1991[1]
- důstojník Řádu Jižního kříže – Brazílie
- důstojník Řádu čestné legie – Francie
- komtur Řádu Isabely Katolické – Španělsko